# Trichokaleva
Trichokaleva is een geslacht van vliesvleugeligen uit de familie Pteromalidae. De wetenschappelijke naam van dit geslacht is voor het eerst geldig gepubliceerd in 1972 door Boucek.

## Soorten
Het geslacht Trichokaleva is monotypisch en omvat slechts de volgende soort:
- Trichokaleva microstigmi Boucek, 1972